# Shanxi
Lo Shānxī (山西S, ShānxīP) è una provincia nella parte settentrionale della Repubblica Popolare Cinese. È detto anche Jìn (晋S, jìnP) dallo Stato di Jìn che esisteva lì durante il Periodo delle primavere e degli autunni.
Il nome Shanxi significa letteralmente a ovest delle montagne, in riferimento alla collocazione della provincia a ovest dei Monti Taihang. Lo Shanxi confina con lo Hebei a est, con lo Henan a sud, con lo Shaanxi a ovest e con la Mongolia Interna a nord. La capitale è Taiyuan.

## Storia
Il citato Stato di Jìn subì nel 403 a.C. una frantumazione nei tre stati di Han, Zhao e Wei, e questa data viene tradizionalmente assunta come inizio del Periodo degli Stati in Guerra (403 a.C. - 221 a.C.). A questa seconda data tutti e tre gli stati furono poi inglobati per conquista nello Stato Qin, che stabilì appunto la Dinastia Qin (221 a.C. - 206 a.C.). La Dinastia Han (206 a.C. - 220) governò poi lo Shanxi come provincia di Bingzhou (幷州S, Bīng ZhōuP). Durante le invasioni dei nomadi del nord nel periodo dei Sedici regni (304 - 439), la zona fu controllata uno dopo l'altro da diversi regimi (Zhao Tardo, Yan Anteriore, Qin Anteriore e Yan Tardo), seguiti dai Wei del Nord (386 - 534), che ebbero in Datong, nel nord, una delle prime capitali e che arrivarono a governare quasi tutta la Cina settentrionale. Durante la Dinastia Tang (618 - 907), la zona fu denominata Hédōng (河東), ovvero "a est del fiume (Giallo)".
Durante la prima parte delle Cinque Dinastie e il Periodo dei Dieci Regni (907 - 960) dallo Shanxi emersero tre delle prime, così come l'unico dei secondi che sia stato fondato nel nord della Cina. Lo Shanxi fu inizialmente la sede dello jedushi  di Hedong, Li Cunxu, il quale rovesciò la prima delle Cinque Dinastie, la Tarda Dinastia Liang (907 - 923), per fondare la seconda, la Tarda Dinastia Tang (923 - 936). Quest'ultima fu rovesciata da un altro jedushi di Hedong, Shi Jingtang, che fondò la terza delle Cinque Dinastie, la Tarda Dinastia Jin. Un altro jedushi ancora, Liu Zhiyuan fondò poi la quarta delle Cinque, la Tarda Dinastia Han, dopo che i Khitan  avevano distrutto la Tarda Jin. Per finire, quando fu fondata la quinta delle Cinque Dinastie, la Tarda Dinastia Zhou, lo jedushi di Hedong del tempo, Liu Chong, si ribellò e fondò, in quello che adesso è lo Shanxi settentrionale e centrale, uno stato indipendente denominato Han Settentrionale, uno dei Dieci Regni.
Shi Jingtan, fondatore della tarda dinastia Jin, terza delle Cinque Dinastie, cedette una vasta fetta della Cina settentrionale ai Khitan in cambio di assistenza militare. Tale territorio, detto Le Sedici Prefetture di Yanyun, comprendevano una parte dello Shanxi settentrionale. Nei successivi 100 anni la cessione di questo territorio rappresentò un importante problema per la difesa della Cina dagli stessi Khitan, dal momento che esso si trova immediatamente a sud della Grande muraglia cinese.
Durante la Dinastia Song Settentrionale (960 - 1127) le sedici prefetture cedute continuarono a essere una zona di forte contesa tra la Cina dei Song e la Dinastia Liao. Nel 1127 la successiva Dinastia Song Meridionale abbandonò tutta la Cina Settentrionale alla Dinastia Jin dei Jurchen (1115 - 1234), compreso lo Shanxi.
La Dinastia Yuan, mongola, (Kublai Khan) divise la Cina in province, senza però assegnare quel rango allo Shanxi. Esso fu formalmente costituito con il nome attuale e quasi gli stessi confini dalla Dinastia Ming (1368 - 1644). Durante la successiva Dinastia Qing (dei Manciù, 1644 - 1911), lo Shanxi fu esteso a nord oltre la Grande Muraglia, includendo parte della Mongolia interna, compresa quella che è adesso la città di Hohhot, e frammischiandosi in quella zona alla giurisdizione degli Otto Stendardi
Durante la maggior parte del dominio del Kuomintang (KMT) sulla Cina continentale (1912 - 1949), lo Shanxi fu nelle mani del signore della guerra Yan Xishan, fondatore dell'omonima Cricca di Shanxi, a dispetto dei frequenti sommovimenti politici che scuotevano il resto del paese. Durante la Seconda guerra sino-giapponese il Giappone occupò gran parte della provincia dopo aver sconfitto la Cina alla battaglia di Taiyuan. Durante la medesima guerra lo Shanxi fu anche un importante campo di battaglia tra i giapponesi e i partigiani comunisti cinesi.
Dopo la sconfitta del Giappone gran parte della campagna dello Shanxi si convertì in una serie di importanti basi per il Partito Comunista Cinese e l'Esercito Popolare di Liberazione nella conseguente guerra civile cinese tra nazionalisti e comunisti. Yan Xishan aveva incorporato nelle sue forze migliaia di ex soldati giapponesi, che parteciparono alla fallita difesa di Taiyuan contro l'Esercito Popolare di Liberazione agli inizi del 1949.
Per secoli lo Shanxi è stato un centro commerciale e bancario, e l'espressione "mercante dello Shanxi" 晋商S, jìnshāngP) era un tempo sinonimo di ricchezza. La ben conservata città di Pingyao mostra tuttora molti segni del suo trascorso ruolo dominante nei due citati ambiti. Nei tempi moderni ha assunto un ruolo importante nell'economia della provincia l'estrazione del carbone.

## Geografia fisica
Lo Shanxi è situato su un altopiano, a sua volta composto da territorio più elevato a est (Monti Taihang) e a ovest (Monti Lüliang), e da una serie di valli al cui centro scorre il fiume Fen. Il picco più elevato è il Monte Wutai nel nord est della provincia (3.058 mt). La Grande Muraglia forma la maggior parte del confine settentrionale tra Shanxi e Mongolia interna.
Il Fiume Giallo (Huang He) forma il confine occidentale con il quasi omonimo Shaanxi. I fiumi Fen e Qin, tributari del Fiume Giallo scorrono su una direttrice nord-sud, raccogliendo gran parte delle acque di queste zone. Quelle del nord della provincia sono invece raccolte dai tributari del fiume Hai, come il Sanggan e lo Hutuo. Il più vasto lago naturale è lo Xiechi, salato, vicino a Yuncheeng, nel sudovest.
Con un clima monsonico continentale, lo Shanxi è piuttosto arido. Le temperature medie del mese di gennaio sono inferiori a 0°. La media delle precipitazioni annuali è attorno ai 350–700 mm, e il 60% di esse si concentra tra giugno e agosto.

## Amministrazione
Mappa della suddivisione amministrativa della provincia di Shanxi
| Mappa | #        | Nome   | Hanzi        | Hanyu Pinyin             | Amministrazione |
| ----- | -------- | ------ | ------------ | ------------------------ | --------------- |
|       |          |        |              |                          |                 |
| 1     | Taiyuan  | 太原市 | Tàiyuán Shì  | Distretto di Xinghualing |                 |
| 2     | Changzhi | 长治市 | Chángzhì Shì | Distretto di Chengqu     |                 |
| 3     | Datong   | 大同市 | Dàtóng Shì   | Distretto di Chengqu     |                 |
| 4     | Jincheng | 晋城市 | Jìnchéng Shì | Distretto di Chengqu     |                 |
| 5     | Jinzhong | 晋中市 | Jìnzhōng Shì | Distretto di Yuci        |                 |
| 6     | Linfen   | 临汾市 | Línfén Shì   | Distretto di Yaodu       |                 |
| 7     | Lüliang  | 吕梁市 | Lǚliáng Shì  | Distretto di Lishi       |                 |
| 8     | Shuozhou | 朔州市 | Shuòzhōu Shì | Distretto di Shuocheng   |                 |
| 9     | Xinzhou  | 忻州市 | Xīnzhōu Shì  | Distretto di Xinfu       |                 |
| 10    | Yangquan | 阳泉市 | Yángquán Shì | Distretto di Chengqu     |                 |
| 11    | Yuncheng | 运城市 | Yùnchéng Shì | Distretto di Yanhu       |                 |

### Città principali
- Taiyuan
- Datong
- Changzhi
- Yangquan
- Ciaowing

## Economia
Importanti i raccolti di grano, mais, miglio, legumi e patate. L'agricoltura dello Shanxi è comunque fortemente limitata dal clima arido e dal costante ridursi delle risorse idriche.
Le riserve accertate di carbone ammontano a 260 miliardi di tonnellate metriche, circa un terzo del totale in Cina. Di conseguenza lo Shanxi è un leader nella produzione di carbone in Cina, con una produzione annuale di oltre 300 milioni di tonnellate metriche. I principali bacini carboniferi sono quelli di Datong (大同), Ningwu (宁武), Xishan (西山), Hedong (河东), Qinshui (沁水) e Huoxi (霍西). Nella provincia vi sono anche circa 500 milioni di tonnellate di bauxite, circa un terzo del totale delle riserve cinesi.
L'industria della provincia si centra sulle industrie pesanti come la produzione carbonifera e chimica, la produzione di energia e la raffinazione dei metalli.

### Turismo

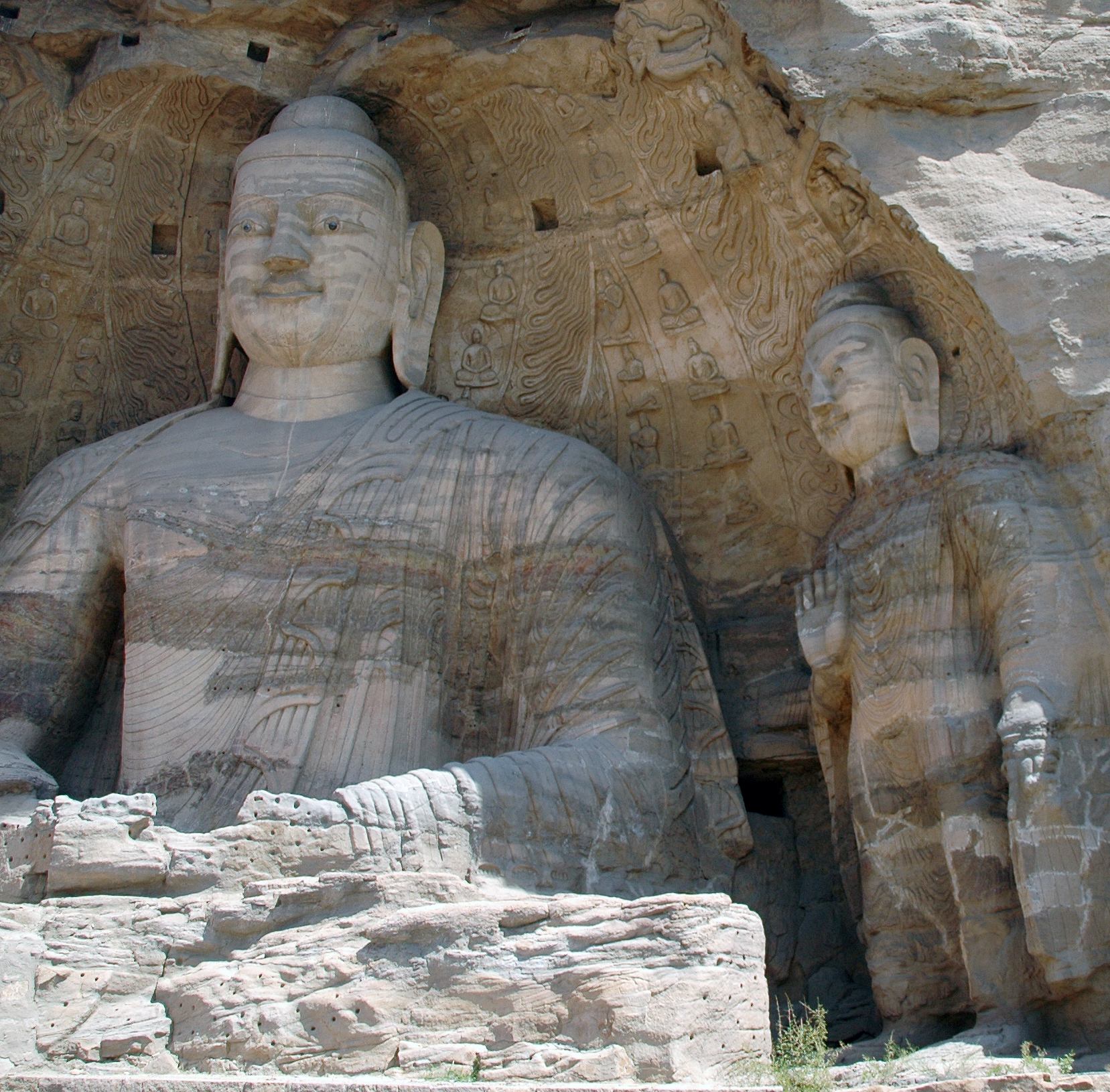
Il Grande Buddha (16 m) delle Grotte di Yungang a Datong, Shanxi, Cina. Al suo fianco il Buddha della Medicina.

- Le Grotte di Yungang a Datong, dichiarate Patrimonio dell'umanità dall'UNESCO, consistono di 252 caverne famose per la loro raccolta di sculture e rilievi buddisti risalenti al V e VI secolo e dovuti alla dinastia dei Wei del nord.
- Il Monte Wutai (Wutai Shan) è il punto più elevato della provincia, famoso come residenza del bodhisattva Manjushri e di conseguenza importante meta di pellegrinaggio, con molti templi e panorami.
- Il Monte Hengshan (Heng Shan), nella contea di Hunyuan, è uno dei "Cinque Grandi Picchi" della Cina, oltre che un importante sito del taoismo. Non lontano da Heng Shan il Tempio Sospeso è collocato su un'alta rupe, dove è probabilmente stato spostato (sollevato) diverse volte in successione a causa di piene del sottostante torrente. In ogni caso sopravvive da oltre 1400 anni a dispetto dei frequenti terremoti.
- La Pagoda di Yingxian, nella contea di Ying, costruita nel 1056 e totalmente di legno, è disposta su otto piani (soltanto cinque dei quali sono visibili dall'esterno) e con i suoi 67 metri è la più alta pagoda in legno del mondo.
- La città antica di Pingyao, vicino a Taiyuan, un tempo grande centro finanziario della Cina, si distingue per la conservazione di molti aspetti della cultura e architettura Han settentrionale oltre che di usi di vita delle Dinastie Ming e Qing.

## Cultura

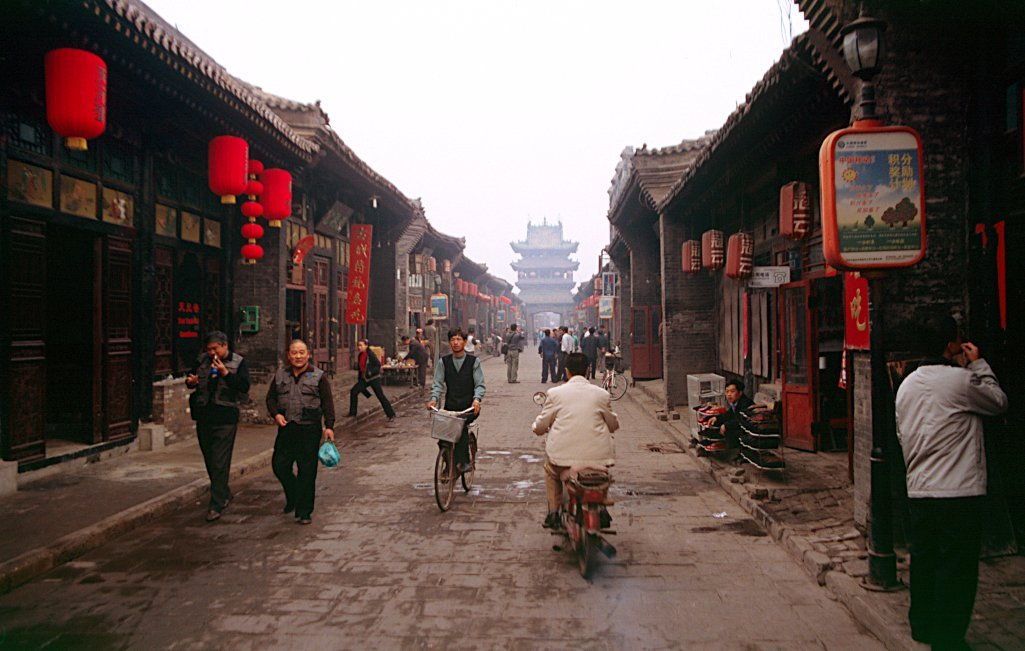
Una via di Pingyao.

Nella maggior parte delle zone dello Shanxi si parlano diversi dialetti dello Jin, una suddivisione del cinese parlato. Tuttavia i dialetti del sudovest sono classificati come parte della suddivisione del cinese Zhongyuan, quindi come parte del mandarino piuttosto che del Jin.
La cucina dello Shanxi è largamente nota per l'ampio uso dell'aceto come condimento per i suoi tagliolini. Un piatto originario della capitale Taiyuan è il Taiyuan Tounao (太原头脑, letteralmente "Testa di Taiyuan"), una minestra preparata con agnello, shanyao (山药, batata selvatica cinese), germogli di loto, astragalus membranaceus (黄芪, una leguminosa perenne di consistenza membranosa), aglio cinese e condimenti aromatizzanti. La si può gustare inzuppandovi pezzi di pane non lievitato, e si ritiene abbia proprietà medicinali.
L'Opera dello Shanxi (晋剧 Jinju) è una forma di opera cinese resa popolare alla fine della Dinastia Qing con l'aiuto degli allora onnipresenti mercanti dello Shanxi , attivi in diverse parti della Cina. Anche detta Zhonglu Bangzi (中路梆子), è una forma di opera bangzi (梆子), un gruppo di opere che in genere si distinguono per il loro uso di batacchi di legno per stabilire il ritmo e di un più energico stile di canto. L'Opera dello Shanxi trova anche complemento nel quzi (曲子), termine generico per definire stili più melodici delle zone meridionali. L'Opera Puzhou (蒲剧 Puju), dello Shanxi meridionale è un tipo più antico di bangzi che fa uso di intervalli lineari molto ampi.
I mercanti dello Shanxi (晋商 Jinshang) hanno costituito un fenomeno storico durato secoli, dalla Dinastia Song alla Dinastia Qing. Essi si muovevano ad ampio raggio dall'Asia centrale alla costa della Cina orientale, e ai tempi della Dinastia Qing commerciavano su entrambi i fronti della Grande Muraglia. Alla fine della suddetta dinastia si ebbe inoltre un nuovo sviluppo: la creazione di piaohao (票号), ovvero essenzialmente di piccole banche che fornivano servizi come trasferimenti di denaro, transazioni eccetera. Dopo la fondazione del primo piaohao a Pingyao, i banchieri dello Shanxi godettero di circa cento anni di dominio finanziario per tutta la Cina prima di essere eclissati dal sorgere della grandi banche moderne.

## Istruzione a livello universitario
- Changzhi College (长治学院)
- Changzhi Medical College (长治医学院)
- Università di Datong (山西大同大学)
- Jinzhong College (晋中学院)
- Università della Cina Settentrionale di Scienze e Tecnologia (华北工学院)
- Università Agricola dello Shanxi (山西农业大学)
- Collegio di Medicina Tradizionale Cinese dello Shanxi (山西中医学院)
- Università Medica dello Shanxi (山西医科大学)
- Università Normale dello Shanxi (山西师范大学)
- Università dello Shanxi (山西大学)
- Università di Finanze ed Economia dello Shanxi (山西财经大学)
- Università della Cina settentrionale (中北大学)
- Università Normale di Taiyuan (太原师范学院)
- Università di Taiyuan di Scienze e Tecnologia (太原科技大学)
- Università di Taiyuan di Tecnologia (太原理工大学)
- Università Normale di Xinzhou (忻州师范学院)
- Università di Yuncheng (运城学院)